# Gyracanthus
Genre
Gyracanthus est un genre d’acanthodiens, une classe éteinte de poissons possédant à la fois des caractères des poissons osseux (Osteichthyes) et des poissons cartilagineux (Chondrichthyes). Gyracanthus a vécu de -409.1 à -298.9 Ma.

## Liste d'espèces
Selon Paleobiology Database (17 février 2021) :
- Gyracanthus alleni
- Gyracanthus alnwicensis
- Gyracanthus compressus
- Gyracanthus convexus
- Gyracanthus cordatus
- Gyracanthus duplicatus
- Gyracanthus falciformis
- Gyracanthus formosus
- Gyracanthus incurvus
- Gyracanthus inornatus
- Gyracanthus magnificus
- Gyracanthus nobilis
- Gyracanthus obliquus
- Gyracanthus parvulus
- Gyracanthus primaevus
- Gyracanthus rectus
- Gyracanthus rothrocki
- Gyracanthus sarlei
- Gyracanthus sherwoodi
- Gyracanthus tuberculatus
- Gyracanthus youngii